# Reg Varney
Reginald Alfred Varney (Canning Town (Londen), 11 juli 1916 - Budleigh Salterton (Devon), 16 november 2008) was een Engelse acteur en scriptschrijver.
Varney kwam uit een gezin van vijf kinderen. Hij trouwde op 1 oktober 1939 en ze kregen één dochter. Varney had twee kleinkinderen. Zijn vrouw Lily overleed in 2002.
Hij is wereldberoemd geworden met zijn rol als Stan Butler in de televisieserie On the Buses, die in Nederland op het scherm kwam onder de naam Dubbeldekkers. Tevens speelde hij Stan in drie op de serie gebaseerde films. In Engeland was hij ook een bekend toneelacteur, die in de late jaren 40 doorbrak. Een bekend stuk uit die tijd is Gaytime, waarin onder andere ook Benny Hill verscheen. Ook was hij een getalenteerd pianist.
Varney had een villa op Malta en een huis in een klein dorpje nabij het Engelse Dartmouth. Varney is 92 geworden en stierf nadat hij enkele weken voordien door een borstontsteking was opgenomen in een rusthuis.

## Trivia
- Op 27 juni 1967 werd de eerste geldautomaat ter wereld geopend in Enfield, Noord-Londen. Om publiciteitsredenen was Varney gevraagd om de eerste geldopname te doen.
- Varney haalde speciaal voor On the Buses zijn busrijbewijs, zodat hij de bus ook in buitenscènes zelf kon besturen.

## Filmografie
- Paul Merton's Life of Comedy televisieserie - Bingo Caller (Afl. Marital Bliss, 1995)
- The Plank (televisiefilm, 1979) - Window Cleaner
- Down the 'Gate televisieserie - Reg Furnell (12 afl., 1975-1976)
- Holiday on the Buses (1973) - Stan Butler
- Reg Varney televisieserie - Verschillende personages (14 afl., 1973-1974)
- On the Buses televisieserie - Stan Butler (1969-1973)
- Go for a Take (1972) - Wilfred Stone
- The Reg Varney Revue televisieserie - Rol onbekend (6 afl., 1972)
- Mutiny on the Buses (1972) - Stan Butler
- The Best Pair of Legs in the Business (1972) - Sherry Sheridan
- On the Buses (1971) - Stan Butler
- The Other Reg Varney (televisiefilm, 1970) - Verschillende personages
- The Rovers televisieserie - Reginald Peck (Afl. The Odyssey of Reginald Peck, 1969)
- The Best Pair of Legs in the Business (televisiefilm, 1968) - Sherry
- Hooray for Laughter (televisiefilm, 1967) - Rol onbekend
- Beggar My Neighbour televisieserie - Harry Butt (1966-1968, afleveringen onbekend)
- The Great St. Trinian's Train Robbery (1966) - Gilbert
- The Valiant Varneys televisieserie - Verschillende personages (1964-1965, 15 afleveringen)
- The Rag Trade televisieserie - Reg (1961-1963, 36 afleveringen)
- Miss Robin Hood (1952) - Dennis

- Bibliothèque nationale de France: cb178066327 (data)
- International Standard Name Identifier: 0000 0000 6451 3244
- Library of Congress Control Number: no2011181204
- Nederlandse Thesaurus van Auteursnamen: 314410368
- Trove: 1093558
- Virtual International Authority File: 93430950
- WorldCat: E39PBJgmPCMPYK7TXpcfHbyTpP